# Guernica (pictură)
Guernica este o pictură de 349,3 x 776,6 cm realizată în 1937 de pictorul Pablo Picasso.
Guernica este dedicat orașului basc Guernica, bombardat de aviația germană în timpul războiului civil din Spania. 
Această operă marchează începutul angajării politice a artistului.
Guernica a fost expusă la Prado, după revenirea acesteia în Spania de la Museum of Modern Art din New York, în urma restaurării democrației, dar a fost mutată ulterior la Museo Reina Sofia, unde a fost găsit un spațiu expozițional mai mare pentru imensa pânză.

## În cultura populară
Pictura este subiectul episodului 5, Cualquier tiempo pasado, al serialului spaniol Jocurile timpului din 2015.